# میران تپش
میران تپش (اسلوونیایی: Miran Tepeš؛ زادهٔ ۲۵ آوریل ۱۹۶۱) اسکی‌باز پرش اسلوونیایی‌تبار اهل یوگسلاوی است.